# Oscilaciones de Friedel

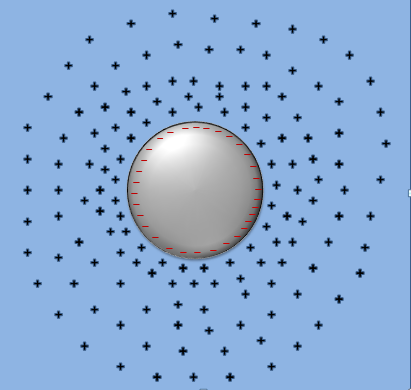
Apantallamiento de una partícula cargada negativamente en un medio de iones positivos.

Las oscilaciones de Friedel son un proceso físico causado por perturbaciones localizadas en un sistema metálico o semiconductor producidas por un defecto en el gas de Fermi o líquido de Fermi. Las oscilaciones de Friedel son un análogo mecano-cuántico al apantallamiento eléctrico de especies cargadas en un medio iónico. Mientras que el apantallamiento eléctrico utiliza un tratamiento de entidad puntual para describir el funcionamiento del medio iónico, las oscilaciones de Friedel que describen fermiones en un fluido de Fermi requieren un tratamiento de cuasi-partículas o de dispersiones. Estas oscilaciones presentan un característico decaimiento exponencial en la densidad fermiónica cerca de la perturbación, seguido por un decaimiento sinusoidal que va como sen(x)/x.

## Descripción de la dispersión
Los electrones que se mueven a través de un metal o semiconductor se comportan como electrones libres de un gas de Fermi con función de onda
{\displaystyle \psi _{\mathbf {k} }(\mathbf {r} )={\frac {1}{\sqrt {\Omega }}}e^{i\mathbf {k} \cdot \mathbf {r} }}
Los electrones en un metal se comportan de diferente manera que las partículas en un gas normal, ya que los electrones son fermiones y obedecen la estadística deFermi–Dirac. Esto significa que cada k-estado en el gas solo puede ser ocupado por dos electrones con espín opuesto. Los estados ocupados llenan una esfera en el k-espacio de la estructura de banda hasta un nivel de energía fijo, el llamado nivel de Fermi (EF). El radio de la esfera en el k-espacio, kF, se conoce como vector de onda de Fermi.
Si existe un átomo extraño incrustado en el metal o semiconductor, llamada impureza, los electrones que se mueven libremente a través del sólido son dispersados por el potencial de desviación de la impureza. Durante el proceso de dispersión el vector de onda del estado inicial ki de la función de onda del electrón se dispersa a un vector de onda del estado final kf. Dado que el gas de electrones es un gas de Fermi, solo los electrones con energías cercanas al nivel de Fermi pueden participar en el proceso de dispersión, ya que deben existir estados finales a los que puedan saltar los estados excitados. Los electrones que tienen una energía mucho más baja que el nivel de Fermi EF no pueden saltar a estados sin ocupar. Los estados alrededor del nivel de Fermi que pueden ser dispersados ocupan un rango limitado de k-valores o longitudes de onda. Así, solo los electrones con un rango limitado de longitudes de onda cercanas al nivel de Fermi sufren dispersión, resultando en una modulación de la densidad alrededor de la impureza, que va como
{\displaystyle \rho (\mathbf {r} )=\rho _{0}+\delta n{\frac {\cos(2k_{F}|\mathbf {r} |+\delta )}{|\mathbf {r} |^{3}}}}
donde kF es el vector de onda de Fermi.

## Descripción cualitativa

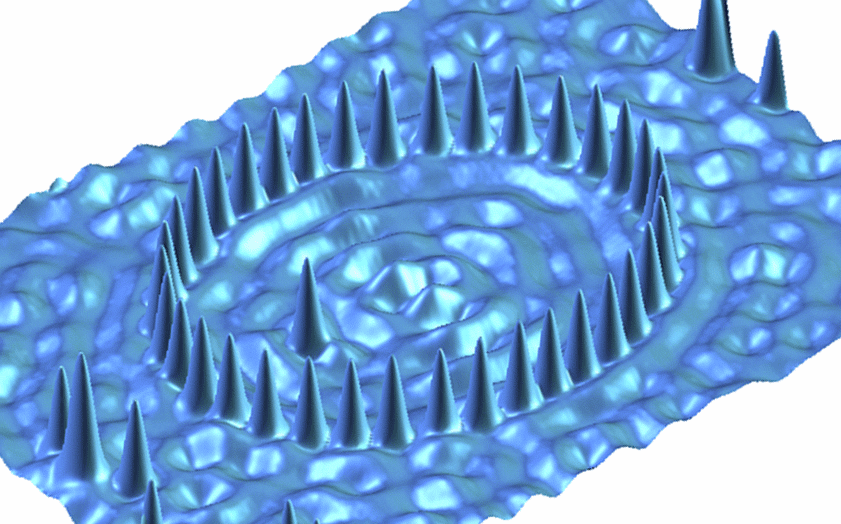
Oscilación bidimensional medida por un microscopio de efecto túnel.

En el escenario clásico de apantallamiento eléctrico, una amortiguación del campo eléctrico se observa en un fluido móvil portador de carga en presencia de un objeto cargado. Dado que el apantallamiento eléctrico considera las cargas móviles en el fluido como entidades puntuales, la concentración de estas cargas respecto a la distancia al punto decrece exponencialmente. Este fenómeno está gobernado por la ecuación de Poisson–Boltzmann.
La descripción mecano-cuántica de una perturbación en un fluido fermiónico unidimensional está modelada por el líquido de Tomonaga-Luttinger. Los fermiones en el fluido que toman parte en el apantallamiento no se pueden considerar como entidades puntuales sino que se requiere un vector de onda para describirlos. La densidad de carga lejos de la perturbación no es continua, ya que los fermiones se colocan en espacios discretos lejos de la perturbación. Esta es la causa de los rizos circulares alrededor de la impureza.
En la figura a la derecha se ilustra una oscilación de Friedel bidimensional con una imagen de microscopio de efecto túnel de una superficie limpia. Al tomar la imagen en una superficie, las regiones de baja densidad electrónica dejan al átomo expuesto, lo que resulta en una carga neta positiva.